# Георги Донков
Георги Димитров Донков (роден на 2 юни 1970) е бивш български футболист, играл като атакуващ полузащитник и нападател. След края на кариерата си става треньор по футбол. Помощник-треньор на Петър Хубчев в Националният отбор на България, към август 2019 година е помощник-треньор в ПФК Левски (София).

## Кариера
Играе в „Левски“ (София) от 1987 до 1993 г., „Ботев“ (Пловдив) от 1993, „ЦСКА“ през 1995/96 г., немските отбори „Бохум“, „Кьолн“, „Валдхоф“ (Манхайм) и „Падерборн“, швейцарския „Ньошател Ксамакс“ и кипърския „Еносис Паралимни“. Шампион на България през 1988 и 1993 г. с „Левски“. Вицешампион през 1989 и 1992 с „Левски“ и бронзов медалист през 1994 и 1995 г. с „Ботев“. Носител на купата на страната през 1991 и 1992 г. с „Левски“. Дебютира в националния отбор на 8 септември 1993 г. срещу Швеция 1:1 в София. Бърз и маневрен е, с остър удар. В евротурнирите има 6 мача и 1 гол (1 мач за Левски в КЕШ, 1 мач за Левски в КНК, 2 мача и 1 гол за Левски и 2 мача за Ботев в УЕФА). Заради невъздържано поведение по време на мача „Олимпиакос“ – „Ботев“ за купата на УЕФА през 1993 г. е лишен от правото да играе в международни срещи до 1998 г. За националния отбор има 20 мача и 1 гол. Участва на ЕП'1996 в Англия в 1 мач. Общо във всички клубове, в които е играл има 431 мача и 106 гола.

## Статистика по сезони
- Левски (Сф) – 1988/пр. - „А“ РФГ, 1 мач/0 гола
- Левски (Сф) – 1988/89 – „А“ РФГ, 25/6
- Левски (Сф) – 1989/90 – „А“ РФГ, 24/5
- Левски (Сф) – 1990/91 – „А“ РФГ, 27/3
- Левски (Сф) – 1991/92 – „А“ РФГ, 15/1
- Левски (Сф) – 1992/93 – „А“ РФГ, 19/3
- Ботев (Пд) – 1993/94 – „А“ РФГ, 23/10
- Ботев (Пд) – 1994/95 – „А“ РФГ, 26/12
- ЦСКА – 1995/96 – „А“ РФГ, 22/5
- Бохум – 1996/97 – Бундеслига, 30/10
- Бохум – 1997/98 – Бундеслига, 23/3
- Кьолн – 1998/99 – Втора Бундеслига, 24/3
- Кьолн – 1999/00 – Втора Бундеслига, 30/6
- Кьолн – 2000/01 – Бундеслига, 19/2
- Кьолн – 2001/ес. - Бундеслига, 8/1
- Ксамакс – 2002/пр. - Швейцарска Суперлига, 6/1
- Еносис – 2002/03 – Дивизия А, 16/4
- Падерборн – 2003/04 – Северна Регионална Лига, 33/8
- Падерборн – 2004/05 – Северна Регионална Лига, 17/3
- Валдхоф – 2005/06 – Оберлига Баден-Вюртемберг, 35/19